# メフィスト (曲)
「メフィスト」は、日本のロックバンドである女王蜂の楽曲。2023年4月20日に先行配信が開始され、5月17日にマキシシングルが発売された。
表題曲である「メフィスト」は、テレビアニメ『【推しの子】』第1期のエンディングテーマとして使用された。

## ミュージック・ビデオ
ミュージック・ビデオでは、ボーカルのアヴちゃんがアイドルの「ぁゔち」、ベーシストのやしちゃんがぁゔちのファンの「ゃしち」、ギターのひばりくんがライブの門番役、女優の小野花梨がライブスタッフ役として出演している。

## リリース
2023年4月20日に先行配信され、5月17日にSony Music Associated Recordsの女王レコードレーベルから、2022年12月25日にZepp DiverCityで行われた『アヴちゃん聖誕祭2022 〜ハーピィ・ギャル〜』の映像が収録されているBlu-ray Discが同梱の初回生産限定盤と、『【推しの子】』の登場人物であるアクアとルビーが描かれた新規ジャケットイラスト仕様で、「メフィスト」のオンエアサイズが収録された通常盤の計2形態でリリースされた。2形態共に初回生産として、7inchレコードサイズの紙ジャケット仕様となっている。

## 収録曲

### デジタル・ダウンロード
| 全作詞・作曲: 薔薇園アヴ、全編曲: 女王蜂・塚田耕司、弦編曲: ながしまみのり。 |                |            |            |      |
| #                                                                            | タイトル       | 作詞       | 作曲・編曲 | 時間 |
| 1.                                                                           | 「メフィスト」 | 薔薇園アヴ | 薔薇園アヴ | 3:47 |
| 合計時間:                                                                    | 合計時間:      | 3:47       |            |      |

### 初回生産限定盤
| 全作詞・作曲: 薔薇園アヴ。 |                                |            |            |                                             |      |
| #                          | タイトル                       | 作詞       | 作曲・編曲 | 編曲                                        | 時間 |
| 1.                         | 「メフィスト」                 | 薔薇園アヴ | 薔薇園アヴ | - 女王蜂・塚田耕司 - 弦編曲: ながしまみのり | 3:50 |
| 2.                         | 「ファウスト」                 | 薔薇園アヴ | 薔薇園アヴ | - 女王蜂・塚田耕司 - 管編曲: ながしまみのり | 3:13 |
| 3.                         | 「メフィスト」(off vocal ver.) | 薔薇園アヴ | 薔薇園アヴ |                                             | 3:50 |
| 4.                         | 「ファウスト」(off vocal ver.) | 薔薇園アヴ | 薔薇園アヴ |                                             | 3:11 |
| 合計時間:                  | 合計時間:                      | 合計時間:  | 14:04      |                                             |      |

| 全作詞・作曲: 薔薇園アヴ（「歌姫」のみ、薔薇園アヴ様）。 |                  |                                          |                                          |
| #                                                        | タイトル         | 作詞                                     | 作曲・編曲                               |
| 1.                                                       | 「失楽園」       | 薔薇園アヴ（「歌姫」のみ、薔薇園アヴ様） | 薔薇園アヴ（「歌姫」のみ、薔薇園アヴ様） |
| 2.                                                       | 「PRIDE」        | 薔薇園アヴ（「歌姫」のみ、薔薇園アヴ様） | 薔薇園アヴ（「歌姫」のみ、薔薇園アヴ様） |
| 3.                                                       | 「バイオレンス」 | 薔薇園アヴ（「歌姫」のみ、薔薇園アヴ様） | 薔薇園アヴ（「歌姫」のみ、薔薇園アヴ様） |
| 4.                                                       | 「ヴィーナス」   | 薔薇園アヴ（「歌姫」のみ、薔薇園アヴ様） | 薔薇園アヴ（「歌姫」のみ、薔薇園アヴ様） |
| 5.                                                       | 「十」           | 薔薇園アヴ（「歌姫」のみ、薔薇園アヴ様） | 薔薇園アヴ（「歌姫」のみ、薔薇園アヴ様） |
| 6.                                                       | 「歌姫」         | 薔薇園アヴ（「歌姫」のみ、薔薇園アヴ様） | 薔薇園アヴ（「歌姫」のみ、薔薇園アヴ様） |
| 7.                                                       | 「犬姫」         | 薔薇園アヴ（「歌姫」のみ、薔薇園アヴ様） | 薔薇園アヴ（「歌姫」のみ、薔薇園アヴ様） |
| 8.                                                       | 「Introduction」 | 薔薇園アヴ（「歌姫」のみ、薔薇園アヴ様） | 薔薇園アヴ（「歌姫」のみ、薔薇園アヴ様） |

### 通常盤
| 全作詞・作曲: 薔薇園アヴ。 |                                 |            |            |                                             |      |
| #                          | タイトル                        | 作詞       | 作曲・編曲 | 編曲                                        | 時間 |
| 1.                         | 「メフィスト」                  | 薔薇園アヴ | 薔薇園アヴ | - 女王蜂・塚田耕司 - 弦編曲: ながしまみのり | 3:50 |
| 2.                         | 「ファウスト」                  | 薔薇園アヴ | 薔薇園アヴ | - 女王蜂・塚田耕司 - 管編曲: ながしまみのり | 3:13 |
| 3.                         | 「メフィスト」(anime size edit) | 薔薇園アヴ | 薔薇園アヴ | - 女王蜂・塚田耕司 - 弦編曲: ながしまみのり | 1:31 |
| 4.                         | 「メフィスト」(off vocal ver.)  | 薔薇園アヴ | 薔薇園アヴ |                                             | 3:49 |
| 合計時間:                  | 合計時間:                       | 合計時間:  | 12:23      |                                             |      |

## 参加ミュージシャン

### 女王蜂
- ヴォーカル : アヴちゃん
- ベース : やしちゃん
- ドラム : ルリちゃん
- ギター : ひばりくん

| メフィスト - 弦 : 美央ストリングス - プログラミング : 塚田耕司 - 美央ストリングス - 1st : 美央, 伊能修 - 2nd 黒木薫, 入江茜 - viola : 菊地幹代, 舘泉礼一 - cello : 笠原あやの | ファウスト - ホルン : 小川敦, 井上華 - プログラミング : 塚田耕司, ながしまみのり |

## リリース日一覧
| リリース日    | レーベル                                     | 規格                   | 規格品番    | 備考                                                               |
| ------------- | -------------------------------------------- | ---------------------- | ----------- | ------------------------------------------------------------------ |
| 2023年4月20日 | Sony Music Associated Records / 女王レコード | デジタル・ダウンロード |             |                                                                    |
| 2023年5月17日 | Sony Music Associated Records / 女王レコード | CD+Blu-ray Disc        | AICL-4370/1 | - 初回生産限定盤 - 7inchレコードサイズ紙ジャケット仕様             |
| 2023年5月17日 | Sony Music Associated Records / 女王レコード | CD                     | AICL-4372   | - 通常盤 - アニメ絵柄描きおろし7inchレコードサイズ紙ジャケット仕様 |

## チャート
| チャート                                | 最高 順位 | 出典  |
| --------------------------------------- | --------- | ----- |
| オリコン 週間シングルランキング         | 16        | [ 3 ] |
| オリコン 週間デジタルシングルランキング | 10        | [ 4 ] |

## メディアでの使用
| # | 曲名           | タイアップ                                     | 出典   |
| - | -------------- | ---------------------------------------------- | ------ |
| 1 | 「メフィスト」 | テレビアニメ『【推しの子】』エンディングテーマ | [ 12 ] |